# Adak
Adak (IPA: ˈeɪdæk) je město na Aljašce ve Spojených státech amerických. Nachází se v souostroví Aleuty, jako jeden z ostrovů. Cestovní ruch je zde závislý na rybolovu, který zde má velký význam. Není zde k dispozici pozemní krátkovlnný rádiový signál, nejbližší radiostanice je několik stovek kilometrů daleko. Podle sčítání lidu z roku 2009 zde žilo 361 obyvatel.